# Hoyeshausen
Hoyeshausen, andere Schreibweise Hyoshusen, ist ein wüst gefallener Ort nördlich von Gudenhagen in der Gegend des heutigen Golfplatzes bei Brilon. Der Ort war eine alte Curtis und Burg der Rittersfamilie Hoyeshausen
Der Ort ist wie viele andere Orte im späten Mittelalter dem großen Wüstungsprozess zum Opfer gefallen. Es hat sich dabei wohl um einen schleichenden, langsamen Vorgang gehandelt. Dieser setzte um 1300 ein. Über die Gründe für das Verlassen des Ortes gibt es unterschiedliche Theorien. Angedacht wurde etwa die Anziehungskraft der Stadt Brilon.
Bekannt ist heute noch das Hölsterloh, im Mittelalter bekannt als Hoysser Lo, ein Waldstück, das zu Hoyeshausen gehörte.